# 1630
Năm 1630 (số La Mã: MDCXXX) là một năm thường bắt đầu vào thứ Ba trong lịch Gregory (hoặc một năm thường bắt đầu vào thứ sáu của lịch Julius chậm hơn 10 ngày).

## Sự kiện
- 22 tháng 2 - Quadequine bản địa Hoa Kỳ du nhập bỏng ngô vào thực dân Anh.
- 6 tháng 6 - tàu chiến Thụy Điển tàu chiến khởi hành từ Stockholm để Đức.
- 26 tháng 6 - 6 tháng 7 - quân Thụy Điển dưới sự lãnh đạo của Gustavus Adolphus đã đến Pomerania, Đức để hỗ trợ tín đồ Tin Lành.

## Mất
- Yamada Nagamasa